# Lusia Harris
Lusia Harris (n. 10 februarie 1955, Minter City⁠(d), Comitatul Leflore, Mississippi, SUA – d. 18 ianuarie 2022, Greenwood⁠(d), Mississippi, SUA) a fost o baschetbalistă americană, medaliată olimpică. A participat la o ediție a Jocurilor Olimpice (1976) în care a câștigat o medalie de argint.